# Bengt Skött
Bengt Erik Skött, född den 15 oktober 1965, är en svensk sportjournalist, som också är invald i Svenska Idrottsakademin.
Skött är sedan 1991 journalist på Radiosporten, där han växlar mellan rollerna som programledare, nyhetsreporter och referent. Bevakningsområdena är främst skidor, skidskytte, orientering, friidrott, tennis och trav. Skötts referentstil påminner mer om Sven Jerrings noggrant målande skildringar än snabbpratande Lennart Hylands. 
Han föddes i Falun, växte upp i Orsa, och har studerat på Uppsala universitet och på Stockholms universitet.
Som nyhetsreporter är Skött den ende renodlade sportjournalisten i historien som belönats med Guldspaden för undersökande journalistik. Han fick priset av Föreningen Grävande Journalister år 2000, tillsammans med SR-kollegan Sören Granath, efter avslöjande reportage om de stora penningskulder som många föreningar och klubbar inom svensk idrott visade sig ha. Han har också gjort en radiodokumentär om dopning i skidsporten, vilken väckte genklang i övriga Norden. 
Bland de evenemang han bevakat finns samtliga vinter-OS från och med Albertville 1992, alla sommar-OS från och med Atlanta 1996, en rad skid-VM, samtliga skidskytte-VM från och med Antholz 2007, ett 15-tal VM och EM i friidrott, orienterings-VM, 10-mila och Elitloppet på Solvalla.  
Skött har också en bakgrund som hallåman av den traditionella sort som inte längre existerar på Sveriges Radio, och som innefattade presentation av program och musik i såväl P1, P2 som P3.